# Cosmophorus hypothenemi
Cosmophorus hypothenemi är en stekelart som beskrevs av Charles Thomas Brues 1909. Cosmophorus hypothenemi ingår i släktet Cosmophorus och familjen bracksteklar. Inga underarter finns listade i Catalogue of Life.